# Jang Seo-hee
Jang Seo-hee (장서희?, 張瑞希?, Jang Seo-huiLR, Chang SŏhŭiMR; Seul, 5 gennaio 1972) è un'attrice sudcoreana.
Ha esordito nell'industria dell'intrattenimento vincendo un concorso di bellezza per bambini nel 1981, che le ha permesso di avviare una carriera di successo come attrice e modella bambina. La transizione a ruoli più adulti non le ha però portato fortuna fino al 2002, quando è stata scritturata nella serie televisiva In-eo agassi. In un sondaggio del 2007 sugli attori coreani più influenti in Cina, Jang è stata l'attrice con il punteggio più alto e si è piazzata al settimo posto nella classifica generale. Ha recitato in numerose fiction, e per Anae-ui yuhok (2008) si è aggiudicata il Gran premio alla recitazione agli MBC Drama Award e agli SBS Drama Award. Nel 2009 è stata scelta come ambasciatrice della Biennale di Gwangju.

## Filmografia

### Cinema
- Chin-gu-yeo jo-yongji gada-yo (친구여 조용히 가다오?), regia di Go Yeong-nam (1982)
- Hanyeo'82 (화녀'82?), regia di Kim Ki-young (1982)
- 3ilnat 3ilbam (3일낮 3일밤?), regia di Lee Won-se (1983)
- Itae-won bamhaneur-en miguk dar-i tteuneun-ga (이태원 밤하늘엔 미국 달이 뜨는가?), regia di Yoon Sim-yuk (1991)
- Yamang-ui daeryuk (야망의 대륙?), regia di Im Sun (1993)
- Gwisin-i sanda (귀신이 산다?), regia di Kim Sang-jin (2004)
- Choseungdalgwa bambae (초승달과 밤배?), regia di Chang Kil-soo (2005)
- My Captain, Kim Dae-chul (마이 캡틴 김대출?), regia di Song Jang-su (2006)
- Samur-ui bimil (사물의 비밀?), regia di Lee Young-mi (2011)
- Jung2rado gwaenchanh-a (중2라도 괜찮아?), regia di Park Su-young (2017)
- Dokchin (독친?), regia di Kim Su-in (2023)

### Televisione
- Sarang-ui gulle (사랑의 굴레?) – serie TV (1989)
- Dae-won-gun (대원군?) – serie TV (1990)
- Geu yeoja (그 여자?) – serie TV (1990)
- Mikki-wa goppi (미끼와 고삐?) – serie TV (1991)
- Bigabi (비가비?) – serie TV (1992)
- Jag-eun dosi (작은 도시?) – serie TV (1992)
- Geumjanhwa (금잔화?) – serie TV (1992)
- Ir-yo-ir-eun cham-euse-yo (일요일은 참으세요?) – serie TV (1993)
- Dalbit gohyang (달빛 고향?) – film TV (1993)
- Wangsipri (왕십리?) – serie TV (1993)
- Han Myeong-hoe (한명회?) – serie TV (1994)
- Seogung (서궁?) – serie TV (1995)
- Yamang-ui bulkkot (야망의 불꽃?) – serie TV (1995)
- Sin-gohamnida (신고합니다?) – serie TV (1996)
- Eommaneun chuljangjung (엄마는 출장중?) – serie TV (1996)
- Mannam (만남?) – serie TV (1996)
- Eomma-ui gitbal (엄마의 깃발?) – serie TV (1996)
- Jeonseor-ui gohyang - 1997nyeon (전설의 고향 - 1997년?) – serie TV (1997)
- Yegam (예감?) – serie TV (1997)
- Namja set yeoja set (남자 셋 여자 셋?) – serie TV (1997)
- Yeoja (여자?) – serie TV (1997)
- Assi (아씨?) – serie TV (1997)
- Wanggwa bi (왕과 비?) – serie TV (1998)
- Yeoja dae yeoja (여자 대 여자?) – serie TV (1998)
- Sarang-ul wiha-yeo (사랑을 위하여?) – serie TV (1998)
- Baram-ui norae (바람의 노래?) – serie TV (1998)
- Heo Jun (허준?) – serie TV (1999-2000)
- 12sal cha-i (12살 차이?) – serie TV (1999)
- Ondal wangjadeul (온달 왕자들?) – serie TV (2000)
- Don.com (돈닷컴?) – serie TV (2000)
- Bulkkot (불꽃?) – serie TV (2000)
- Gilmotung-i (길모퉁이?) – serie TV (2001)
- Geu yeojane jip (그 여자네 집?) – serie TV (2001)
- In-eo agassi (인어 아가씨?) – serie TV (2002)
- Hoejeonmongma (회전목마?) – serie TV (2003)
- Sarangchan-ga (사랑찬가?) – serie TV (2005)
- Anae-ui yuhok (아내의 유혹?) – serie TV (2008)
- Sanbu-in-gwa (산부인과?) – serie TV (2010)
- Ppeokkugi dungji (뻐꾸기 둥지?) – serie TV (2014)
- Eomma (엄마?) – serie TV (2015)
- Eonnineun sar-a-itda (언니는 살아있다?) – serie TV (2017)
- Manyeo-ui game (마녀의 게임?) – serie TV (2022)